# まる鍋

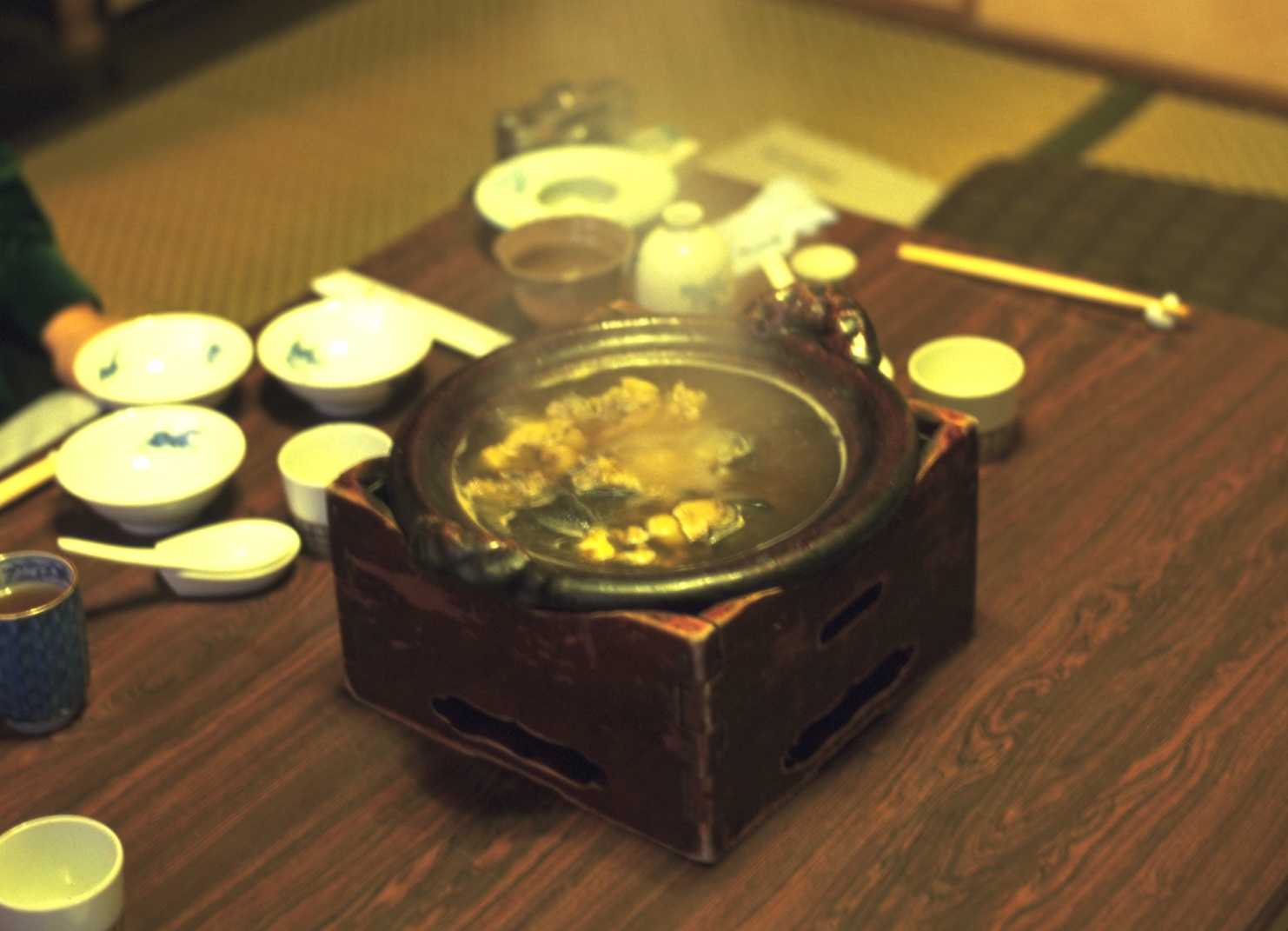
まる鍋

まる鍋（まるなべ）とは、スッポンを使った鍋料理。主に京都を中心とした関西地方の料理である。
材料はスッポンと野菜。家庭でも作れるが、専門店ではスッポンの出汁が染みついた年代物の土鍋を使うこともある。さらに、コークスを使った強い火力で炊き上げる店も存在するが、この場合は野菜を入れずにスッポンのみを使う。
鍋の具を食べ終わると、残りの汁で雑炊を作ることが一般的である。専門店では上記の土鍋を使うことから、漫画『美味しんぼ』の一編「土鍋の力」には水を張っただけの土鍋から染み出た出汁で雑炊を作れると紹介されている。

## 作り方
1. 鍋に水を張り、スッポンを入れて沸騰させる。
2. 調味料（砂糖、醤油、酒程度）で味の濃さを調整する。
3. 野菜を加えて完成。